# Бошко Н. Петровић
Бошко Н. Петровић (Осивица код Теслића, 29. март 1928 — 2008) био је југословенски новинар и борац НОБ-а.
Рођен је од оца Неде Петровића и мајке Маре (Николић) Петровић. У предаху борби завршио је аналфабетски течај, а основну, средњу, дактилографску и новинарску школу ванредно. Радио је на више одговорних реферата у служби јавне безбједности. Сарађивао је са више листова, часописа, радио и телевизијских кућа у Југославији. Дуже времена био је главни и одговорни уредник Радио Теслића.
Аутор је историјских романа „Берачи туге“ и „Оплакане љубави“, монографија „Тајне око Тајна“ и „Братоубилаштво и парадокси једног тешког времена“. Био је члан редакционог одбора за издавање монографије „Теслић у НОБ“ и репринт издања монографије Петра Богуновића „Из усорског краја и околине“ из 1937. године. Аутор је више фељтона, чланака, коментара и репортажа објављених у часопису „Тринаести Мај“, листовима и часописима СФРЈ.